# 萨米·尧霍耶尔维
萨米·尧霍耶尔维（芬蘭語：Sami Jauhojärvi，1981年5月5日—），芬兰男子越野滑雪运动员。他曾代表芬兰参加2006年、2010年和2014年冬季奥林匹克运动会越野滑雪比赛，其中在2014年奥运会收获一枚金牌。